# Bollmaniulus olympus
Bollmaniulus olympus är en mångfotingart som beskrevs av Chamberlin 1940. Bollmaniulus olympus ingår i släktet Bollmaniulus och familjen Parajulidae. Inga underarter finns listade i Catalogue of Life.